# Древненидерландский язык
Древненидерландский язык (нидерл. Oudnederlands) — историческая форма существования нидерландского языка, развивавшаяся из прагерманского языка.
Язык представлял собой группу родственных древненижнефранкских диалектов, которые не имели письменных норм. В противовес древневерхненемецкому языку, надвигающемуся с юга, в древненидерландском не происходило второго передвижения согласных. Понятия «древненидерландский» и «древненижнефранкский» в целом идентичны.
Существуют некоторые различия между древненижнефранкскими и другими древненижненемецкими диалектами: в нижнефранкских произошло упрощение германского hl (chl) в начале слов, формы презентных глаголов во множественном числе ещё имели окончания -on, -et, -unt, долгое германское ō дифтонгировалось в uo, сформировалось собственное окончание существительных множественного числа -a.
Древненидерландский язык был распространён на территории нынешних южных Нидерландов, северной Бельгии, части северной Франции и части земли Нижний Рейн-Вестфалия (Германия). Жители современных северных регионов Нидерландов, в том числе Гронингена, Фрисландии и побережья северной Голландии в тот период говорили на древнефризском языке, а в восточных регионах (Ахтерхук, Оверэйссел и Дренте) — на древнесаксонском.
Тексты на древненидерландском сохранились фрагментарно, их лексика была реконструирована из средненидерландского и заимствованных слов из древнефранкского языка. Первый известный документ, написанный на древненидерландском языке — список Салического закона, датируемый примерно 510 годом. В этом документе имеются фрагменты на древненидерландском: «Maltho thi afrio lito» (формула для освобождения крепостного), «Visc flot aftar themo uuatare» («Рыба плавает в воде») и «Gelobistu in got alamehtigan fadaer» («Веруйте во всемогущего Бога Отца»).
Вероятно, самым известным текстом на древненидерландском является «Hebban olla vogala nestas hagunnan, hinase hic enda tu, wat unbidan we nu» («Все птицы начали вить гнёзда, кроме нас с вами, чего же мы ждем») — манускрипт, датируемый примерно 1100 годом, который был написан фламандским монахом в монастыре в Рочестере. В настоящее время этот манускрипт хранится в Оксфорде.

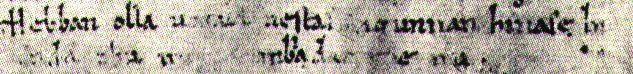
Фрагмент манускрипта Hebban olla vogala

Древненидерландский существовал с VII века по 1150 год. Следующей исторической формой стал средненидерландский язык.